# Physoderma maculare
Physoderma maculare är en svampart som beskrevs av Wallr. 1833. Physoderma maculare ingår i släktet Physoderma och familjen Physodermataceae.   Inga underarter finns listade i Catalogue of Life.